# フェイスクラッチ

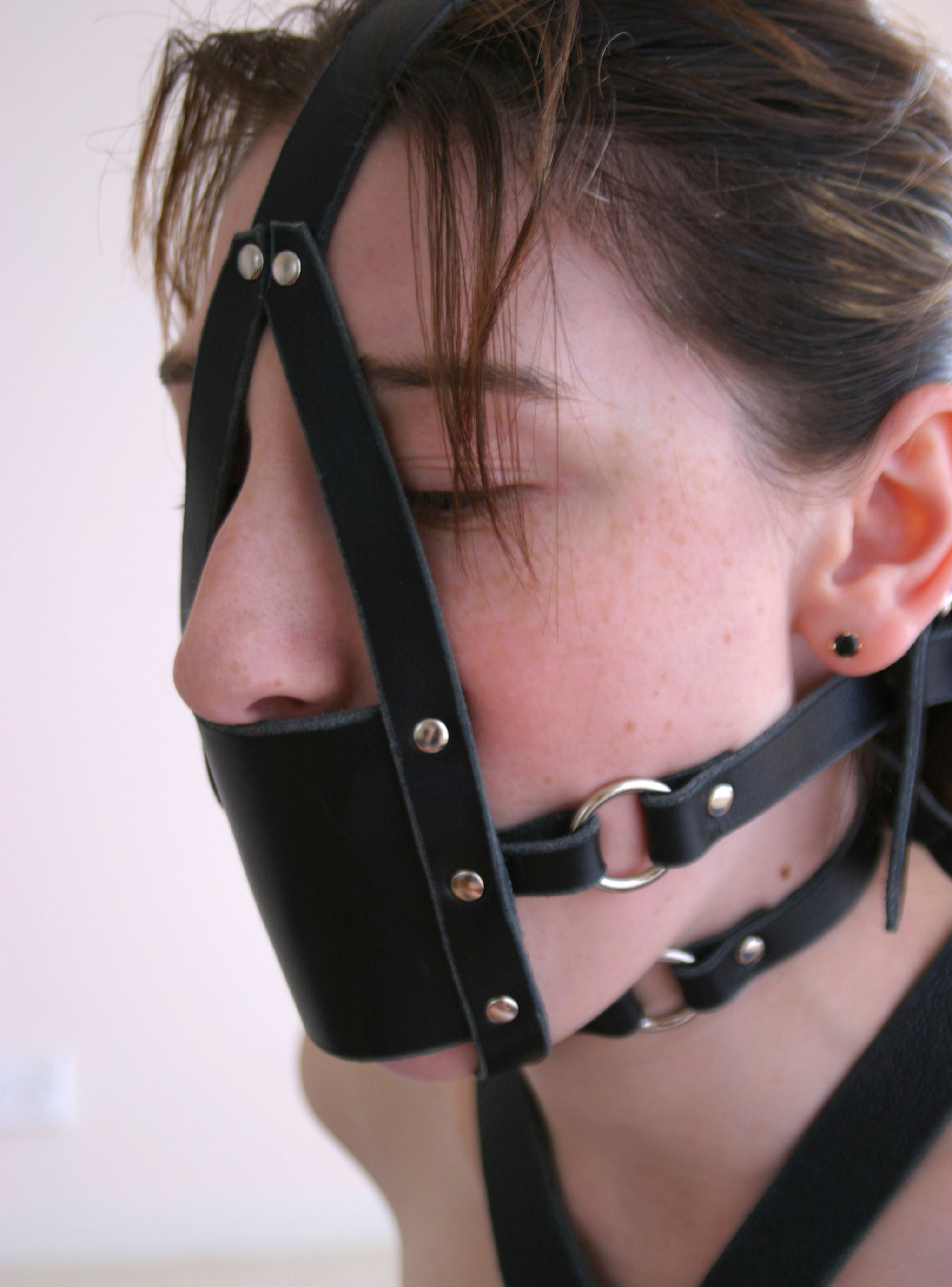
フェイスクラッチ

フェイスクラッチは頭部を拘束する拘束具の一種。

## 構造
いくつか種類があるが、一般的なものはギャグと一体化した、後頭部と頭頂に回るベルトつきのものである。顔面に逆Y字のベルトが配されるためフェイスクラッチと呼ばれる。顔にベルトが配されず頭部のみを拘束する場合はホルターなどと呼ぶ。バリエーションとしては耳の後ろを通るベルトが追加されたもの、顎を締め付けるベルトが追加されたものがある。

## 効果
猿轡と一体化させることで、より強力に言葉を奪うことが出来る。ギャグは一本の革ベルトで出来ているために首の上下動などで緩む可能性がある。このフェイスクラッチを併用するとそうした緩みは減少し、また顎にベルトを配した物であれば口を塞いでおくことも可能なため発声はかなり抑えられる。バルーンギャグを用いる場合はフェイスクラッチか全頭マスクを併用することで、漏出を抑えることができる。また顔面に配される逆Y字のベルトにアイパッドを付加すれば、目隠しプレイにも用いることができる。
製品によっては頭頂部に金属リングを取り付けたものもあり、この部分にチェーンなどをつけると頭部を引き回すのに効果的な拘束具となる。ポニープレイなどではビットギャグと組み合わせたものが必須アイテムと言えよう。

## 注意
顔面を拘束するので擦過傷などには留意が必要である。